# Dorothy Demetracopolou Lee
Pour les articles homonymes, voir Lee.
Dorothy Demetracopolou Lee (1905-1975) est une ethnologue américaine.
Dorothy Lee était ethnologue au Vassar College, et elle y était souvent associée dans son travail à Benjamin Whorf. Elle a écrit à propos des langues des ethnies Wintu, Hopi, Tikopia, Trobriand, et de nombreuses autres cultures.
Elle était à la tête du Cultural Anthropology Program à la Merrill-Palmer School, et une ancienne membre du Institute for Intercultural Studies.